# Delphinium gonggaense
Delphinium gonggaense är en ranunkelväxtart som beskrevs av Wen Tsai Wang. Delphinium gonggaense ingår i släktet storriddarsporrar, och familjen ranunkelväxter. Inga underarter finns listade i Catalogue of Life.